# Chelonus cosmopteridis
Chelonus cosmopteridis är en stekelart som beskrevs av Mccomb 1968. Chelonus cosmopteridis ingår i släktet Chelonus och familjen bracksteklar. Inga underarter finns listade i Catalogue of Life.